# Albita
Albita (Alba Mirna Rodriguez Herrera) est une compositrice, chanteuse et productrice cubaine née à La Havane en 1962.

## Biographie
Ses parents étaient des chanteurs connus sur l'île. Elle a commencé sa carrière professionnelle à l'âge de quinze ans dans son Cuba natal.
En 1988, elle sort son premier album Habrá Música Guajira.
Au début des années 1990, elle est partie en Colombie puis s'est installée à Miami.
En 1994, elle signe sur le label d'Emilio Estefan (le mari de Gloria Estefan) et sort son premier single Qué Manera de Quererte.
Sa chanson Fiesta Pa'Los Rumberos (El Chico Chevere) fait partie de la bande originale du film Danse passion (Dance With Me), avec Vanessa Williams et Chayanne (1998).

## Discographie
- Habrá Música Guajira (1988)
- Cantare (1992)
- Si se da la siembra (1991)
- No Se Parece a Nada (1995)
- Dicen Que (1996)
- Una Mujer Como Yo (1997)
- Son (2000)
- Hecho a Mano (2002)
- Albita Llegó (2004), nommé aux Latin Grammy Awards 2004 et Billboard Latin Awards 2005
- Albita Live (2006)
- Mis Tacones (2009)

### Participations
- The Rippingtons Wild Card (2005)